# 関本昌弘
関本 昌弘（せきもと まさひろ、1930年5月5日 - ）は、日本の経営者。服部セイコー（現在のセイコーグループ）社長を務めた。

## 経歴
東京都出身。1955年に慶應義塾大学法学部政治学科を卒業し、同年に服部時計店（現在のセイコーグループ）に入社。1981年6月に取締役に就任し、1983年3月に常務、1987年7月に専務、1991年4月に副社長を経て、同年6月に社長に就任。1997年6月に取締役相談役に就任。